# Boxcar Bertha
Boxcar Bertha es una película dramática estadounidense de 1972 dirigida por Martin Scorsese. Se trata de una adaptación libre de Sister of the Road, una historia semiautobiográfica del personaje ficticio Bertha Thompson, escrita por Ben L. Reitman. Fue la segunda película dirigida por Scorsese, después de Who's That Knocking at My Door, de 1967.

## Sinopsis
La película cuenta la historia de "Boxcar" Bertha Thompson y "Big" Bill Shelly, una pareja de ladrones de trenes y amantes que se ven envueltos en las luchas sindicales de trabajadores del ferrocarril en el Sur de Estados Unidos. Cuando Bertha se ve implicada en el asesinato de un rico apostador, los dos se convierten en fugitivos.

## Reparto
- Barbara Hershey como "Boxcar" Bertha Thompson
- David Carradine como "Big" Bill Shelly
- Barry Primus como Rake Brown
- Bernie Casey como Von Morton
- John Carradine como H. Buckram Sartoris
- Harry Northup como Harvey Hall
- Victor Argo como First McIver

## Producción
Después del éxito de Bloody Mama, de 1970, Roger Corman quería hacer otra cinta centrada en un personaje criminal femenino. Julie Corman investigó sobre historias de mujeres criminales y se encontró con el relato de "Boxcar" Bertha. Martin Scorsese fue contratado para dirigir debido a los resultados de su primera película. Cuando fue elegido el elenco ya había sido conformado, e incluía a Barbara Hershey, David Carradine y Barry Primus; además se le otorgó un cronograma de filmación de 24 días en Arkansas. Las vías de la Reader Railroad fueron usadas para las escenas en los trenes. 
La locomotora en dichas escenas era una Baldwin 2-6-2 #108, que luego sirvió en la Conway Scenic Railroad a fines de los años 70. El motor actualmente se encuentra desmantelado y en propiedad de Blacklands Railroad, en Sulphur Springs (Texas). La locomotora #1702, una USATC S160 2-8-0 construida por Baldwin en 1942, también aparece en la película. La locomotora se encuentra en uso en la Great Smoky Mountains Railroad.
Scorsese hace un cameo en la cinta como uno de los clientes de Bertha durante el montaje del burdel.
Hershey más tarde se refirió al film diciendo: "Fue muy divertido, aunque Roger Corman y la violencia y el sexo lo estropearon. Pero entre los actores y Marty Scorsese, el director, la pasamos muy bien. Realmente entendíamos a los personajes, pero uno tiende a no ver eso debido a toda la sangre y el sexo".

## Recepción
Boxcar Bertha recibió críticas variadas de los críticos. Tiene un porcentaje de aprobación del 52% en el sitio web especializado Rotten Tomatoes, basado en 23 críticas, con un puntaje promedio de 5/10. El consenso crítico del sitio dice: "Demasiado derivativa de otras cintas de crímenes de Roger Corman, Boxcar Bertha no se destaca y se siente más como un ejercicio de entrenamiento para un novato Martin Scorsese que una película hecha y derecha".
Roger Ebert, del Chicago Sun-Times, le dio a la película tres de cuatro estrellas y escribió sobre ella: "Una película extrañamente interesante... El director Martin Scorsese ha buscado un estado de ánimo y una atmósfera más que escenas de acción, y su violencia es siempre directa y desagradable — nunca liberadora o estimulante, como la 'Nueva Violencia' se supone que sea. Sentimos que estamos habitando la noche oscura de un alma". A Howard Thompson, del The New York Times, la película le pareció una  "interesante sorpresa", con una "excelente" actuación de Carradine y una "hermosa" dirección de Scorsese, "quien realmente aquí se encuentra a sí mismo", en sus palabras. Arthur D. Murphy, de Variety, fue más negativo, escribiendo: "Cualesquiera que fueran sus intenciones, Boxcar Bertha no es mucho más que una excusa para asesinar a mucha gente ... El montaje final ha sido limpiado de cualquier atmósfera o motivación que pudiera encontrarse en el guion, dejando poco más que peleas, disparos de armas, golpizas y movimientos sin propósito". Gene Siskel, del Chicago Tribune, le dio a la cinta una estrella de cuatro y la llamó una "película basura" con violencia que "no conmociona. Simplemente deprime". Kevin Thomas, de Los Angeles Times, escribió en su crítica que: "Lo que impresiona más acerca de Boxcar Bertha ... es cómo el director de 28 años Martin Scorsese, en su primera incursión en Hollywood, ha logrado darle forma a un material tan familiar en una película viable". Tom Milne, de The Monthly Film Bulletin, declaró sobre la cinta: "Escrita abrasivamente, filmada sensacionalmente y actuada de manera hermosa por David Carradine, Barbara Hershey y Barry Primus en particular, Boxcar Bertha es mucho más que una película de explotación, como se la ha descrito (en Variety, por ejemplo), y forma buena compañía tanto con Bloody Mama como con Bonnie and Clyde".